# 江永昌
江 永昌（こう えいしょう、ジアン ヨンチャン、1969年〈民国58年〉10月22日 - ）は、中華民国（台湾）の政治家。民主進歩党所属の元立法委員。

## 経歴
2005年、台北県議員選挙に立候補し、初当選した。
2010年、改制後の新北市議員選挙でも当選した。その後再選され、2期務める。
2012年に民進党へ入党し、第8回立法委員選挙で新北市第八選挙区から立候補したが、落選した。
2016年の第9回立法委員選挙でも新北市第八選挙区から立候補し、10万票以上の得票数で初当選した。2020年の第10回立法委員選挙でも6000票の僅差であるものの10万票以上の得票数で再選された。
2023年、翌年の第11回立法委員選挙では再選を目指さないことを表明した。

## 選挙記録
| 年度 | 選挙                 | 選挙区           | 所属政党   | 得票数  | 得票率 | 当選  | 注釈  |
| ---- | -------------------- | ---------------- | ---------- | ------- | ------ | ----- | ----- |
| 2005 | 第16回台北県議員選挙 | 第二選挙区       | 無党籍     | 18,775  | 9.16%  |       |       |
| 2010 | 第1回新北市議員選挙  | 第五選挙区       | 無党籍     | 26,469  | 11.46% | [ 2 ] |       |
| 2012 | 第8回立法委員選挙    | 新北市第八選挙区 | 民主進歩党 | 83,468  | 39.78% |       | [ 3 ] |
| 2014 | 第2回新北市議員選挙  | 第五選挙区       | 民主進歩党 | 38,503  | 18.73% |       | [ 4 ] |
| 2016 | 第9回立法委員選挙    | 新北市第八選挙区 | 民主進歩党 | 100,543 | 53.67% | [ 5 ] |       |
| 2020 | 第10回立法委員選挙   | 新北市第八選挙区 | 民主進歩党 | 101,068 | 47.21% | [ 6 ] |       |